# Historial de versions de GIMP
El GIMP originalment anomenat com a General Image Manipulation Program.

Els seus creadors, Spencer Kimball i Peter Mattis, van començar a desenvolupar el GIMP com un projecte de semestre llarg a la Universitat de Califòrnia a Berkeley el 1995. El nom es va canviar a GNU Image Manipulation Program al 1997, després que Kimball i Mattis es graduessin, es va convertir en una part oficial del Projecte GNU.
| Versió principal                                                               | Versió inicial | Canvis i notes significatives | Última versió menor |
| ------------------------------------------------------------------------------ | -------------- | --- | ------------------- |
| 0.x                                                                            | 1995-11-21     | Primer llançament | ???                 |
| 0.54                                                                           | 1996-01-31     | ??? | 0.99.31             |
| 1.0                                                                            | 1998-06-05     | ??? | 1.0.3               |
| 1.2                                                                            | 2000-12-24     | Millores en la interfície d'usuari, correccions d'errors. | 1.2.5               |
| GIMP 2.x                                                                       |                | |                     |
| 2.0                                                                            | 2004-03-23     | Moltes eines noves, GIMP ara utilitza el joc d'eines gràfiques GTK + 2.x. S'ha introduït un sistema de pestanyes i molls. El suport per seqüències d'ordres de scripts va millorar molt. Permet reeditar text. Suport de color CMYK. | 2.0.6               |
| 2.2                                                                            | 2004-12-19     | Suport per a connectors, editor de dreceres del teclat, previsualitzacions per a les eines de transformació. Suport per els nous controladors de maquinari. Drag/drop i es millora el còpia/enganxi de GIMP a altres aplicacions. | 2.2.17              |
| 2.4                                                                            | 2007-10-24     | Suport per a la gestió del color, raspalls escalables, eines de selecció noves i reescrites i molts canvis en la interfície d'usuari incloent un nou tema d'icona. Augment del suport de formats de fitxer. Edició a pantalla completa, i noves eines per a tallar. Millora de la qualitat d'impressió. Millora de la interfície per a l'entrada de dispositius externs. | 2.4.7               |
| 2.6                                                                            | 2008-10-01     | Implementació parcial de GEGL, i la primera iteració del redisseny de l'interfície d'usuari | 2.6.6               |
| 2.8                                                                            | 2012-05-03     | Mode de finestra única, exportació, grups de capes, millores d'eines, i moltes més actualitzacions. | 2.8.22              |
| 2.9.4                                                                          | 2016-07-13     | Interfície d'usuari renovada i canvis d'usabilitat | 2.9.4               |
| 2.9.6                                                                          | 2017-08-24     | Rendiment, millores, correccions d'errors. | 2.9.6               |
| 2.9.8                                                                          | 2017-12-12     | Rendiment, millores, correccions d'errors. | 2.9.8               |
| 2.10                                                                           | A anunciar     | Ús complet de GEGL. Orientació 2018, fase real de congelació de cadenes |                     |
| GIMP 3.x                                                                       |                | |                     |
| 3.0                                                                            | A anunciar     | Importació completa des de GTK+ 2.x a GTK+ 3.22 |                     |
| Llegenda:Versió antigaDarrera versióDarrera versió preliminarProper llançament |                | |                     |

## GIMP 0.54
GIMP 0.54 va ser llançat el gener de 1996.
Necessitava pantalles X11, un servidor X que admet l'extensió de memòria compartida X i els ginys de Motif 1.2. Va suportar una profunditat de color de 8, 15, 16 i 24 bits, tramats per a pantalles de 8 bits i es podia veure imatges en color RGB, escala de grisos o color indexat. Podria editar simultàniament diverses imatges, ampliar-les i emplenar-les en temps real i compatible amb les imatges GIF, JPEG, PNG, TIFF i XPM.
En aquesta fase inicial del desenvolupament, GIMP podria seleccionar regions amb un rectangle, el·lipses, lliure, borrós, corba, i eines intel·ligents de selecció, i girar, escalar, tallar i fer voltes d'imatges. Tenia eines de pintura de barres, raspalls i aerògraf, i podria clonar, convolucionar i barrejar imatges. Tenia eines de text, filtres d'efectes (com detectar el desenfocament i la vora), i operacions de canal i color (com afegir, compondre i descompondre's). El sistema de connectors permet l'addició de nous formats de fitxer i filtres d'efectes nous. S'ha suportat diverses operacions de desfer i refer.
Va continuar als sistemes operatius Linux 1.2.13, Solaris 2.4, HP-UX 9.05, i SGI IRIX. Va ser ràpidament adoptat pels usuaris,

qui va crear tutorials, mostra obres d'art i tècniques compartides. Un èxit primerenc per a GIMP va ser el pingüí de Linux Tux, va ser dibuixat per Larry Ewing utilitzant Gimp 0.54. El 5 de juliol de 1996, el volum de missatges publicats a la llista de correu es va elevar i la llista de correu es va dividir en dues llistes, gimp-developer i gimp-user. Actualment, les preguntes de l'usuari estan dirigides al canal IRC de gimpnet.

## GIMP 0.60
GIMP 0.60 va ser llançat el 6 de juny de 1997 utilitzant el GNU General Public License.

Segons les notes de la versió, Peter Mattis estava treballant a Hewlett-Packard i Spencer Kimball estava treballant com a programador de Java.

GIMP 0.60 ja no depenia del joc d'eines de Motif. S'han realitzat millores a les eines de pintura, aerògraf, operacions de canal, paletes, modes d'eines de barreja, eines de panoràmica i transformació d'imatges. El flux d'edició de treballs es va millorar gràcies a la possibilitat de regles, tallant i enganxat entre tots els tipus d'imatge, clonant entre tots els tipus d'imatge i el desenvolupament continu d'un diàleg de capes.
Les noves eines inclouen pinzells nous (i un nou format de fitxer de raspall), escala de grisos i transparència RGB, patrons de "Cubs d'emplenament" i un diàleg de selecció de patrons, modes de pintura integrats, vores, selectors de plomes i colors, una eina de llapis i d'esborrar pintura, ajustaments de gamma i una eina de moviment de capa limitada.
Els nous ginys van ser gestionats per Peter Mattis i van ser anomenats GTK per al joc d'eines de GIMP i GDK per al joc de dibuix GIMP.
En algun moment del 1998, després d'alguns suggeriments còmics d'un compilador de Gimp a Microsoft Windows, Tor Lilqvist va començar l'esforç de portal GIMP per a Windows. En el moment es considerava una bifurcació de codi. Més endavant es fusionaria a l'arbre de desenvolupament principal. El suport va ser, i continua sent, ofert a través d'una llista de correu electrònic de Yahoo! Groups.

## GIMP 0.99
El major canvi en el llançament de GIMP 0.99 va ser al joc d'eines GIMP (GTK). GTK va ser redissenyat per ser orientat a objectes i ha canviat el nom de GTK a GTK+. El ritme de desenvolupament es va desaccelerar quan Spencer Kimball i Peter Mattis van trobar ocupació.

## GIMP 1.0
GIMP 1.0.0 va ser llançat el 2 de juny de 1998
GIMP i GTK+ es divideixen en projectes separats durant el llançament de GIMP 1.0. GIMP 1.0 va incloure un nou sistema de gestió de memòria basat en mosaics que permetrà l'edició d'imatges més grans i un canvi en l'API de connectors (Interfície de programació d'aplicacions) permetent que els scripts siguin cridats de manera segura des d'altres scripts i que es documentin automàticament. GIMP 1.0 també va introduir un format d'arxiu natiu (xcf) amb suport per a capes, guies i seleccions (canals actius).
S'ha creat un lloc web oficial per a GIMP durant la sèrie 1.0, dissenyada per Adrian Likins i Jens Lautenbacher, trobant-se a classic.gimp.org que va proporcionar tutorials introductoris i recursos addicionals. El 13 d'abril de 1997, GIMP News va ser iniciat per Zach Beane, un lloc que anunciava connectors, tutorials i articles escrits sobre GIMP. Al maig de 1997, Seth Burgess va començar GIMP Bugs, la primera 'llista electrònica d'errors'.
Marc Lehmann va desenvolupat un complement de programació en perl.

 Les interfícies web van ser possibles amb la sèrie GIMP 1.0 i GIMP Net-fu

que encara es pot utilitzar per a la generació de gràfics en línia.

### GIMP 1.1
La sèrie GIMP 1.1 es va centrar a solucionar els errors i millorar la importació per a Windows. No s'ha produït cap llançament oficial durant aquesta sèrie. A continuació, les sèries numerades imparelles (per exemple 1.1) de les versions de GIMP es consideraven llançaments de desenvolupament inestables i les versions numerades (per exemple, 1.2) es consideraven llançaments estables. En aquest moment, GTK+ s'havia convertit en un projecte important i molts dels desenvolupadors originals de GIMP es van dedicar al desenvolupament de GTK+. Aquests inclouen Owen Taylor (autor de GIMP ifsCompose),

Federico Mena, Tim Janik,
 Shawn Amundson entre d'altres. GNOME també va atreure als desenvolupadors de GIMP. Els principals desenvolupadors de GIMP durant aquest període van ser Manish Singh, Michael Natterer

Sven Neumann
i Tor Lillqvist
que va solucionar problemes per tal que el GIMP pogués funcionar a Win32.

### GIMP 1.2
GIMP 1.2.0 va ser llançat el 25 de desembre del 2000. GIMP 1.2 tenia un nou equip de desenvolupament amb Manish Singh, Sven Neumann i Michael Natterer entre d'altres. GIMP 1.2 ofereix opcions d'internacionalització, diàlegs d'instal·lació millorats, moltes correccions d'errors (en GIMP i GTK+), complements revisats, reduïda l'emissió de memòria i menús reorganitzats.

Els nous connectors inclouen GIMPressionist i Sphere Designer per Vidar Madsen;
 Image Map by Maurits Rijk;

GFlare d'Eiichi Takamori; Warp de John P. Beale, Stephen Robert Norris i Federico Mena Quintero; i Sample Colorize i Curve Bend de Wolfgang Hofer. Les noves eines inclouen una nova eina de ruta, una nova eina d'aerografia, una caixa d'eines redimensionable, suport de pressió millorat, una eina de mesura, esquivar, eines de cremar i manejar. Una nova funcionalitat inclou canonades d'imatge, vista prèvia de en imatges JPEG, una finestra de navegació d'imatge nova, previsualitzacions de pinzell escalat, selecció de camí, arrossegar i deixar, màscara ràpida, un navegador d'ajuda, menús d'arrencada i el complement d'aigua han estat integrats en el selector de colors.
La sèrie 1.2 va ser la sèrie final GIMP 1.

## GIMP 2.0
GIMP 2.0.0 va ser llançat el 23 de març de 2004. El major canvi visible va ser la transició al joc d'eines GTK+ 2.x.

### GIMP 2.2
Entre els principals canvis en GIMP 2.2 es troben:
- Previsualitzacions per les eines de transformació
- Millora del suport d'arrossegar i deixar anar
- Un nou intèrpret de seqüència de comandaments, Tiny-fu, que se suposava que eventualment reemplaçaria Script-fu (mai ho va fer).
- Nous complements: neó, dibuixos animats, fotocòpia, groller, gos, retinex, glob.

### GIMP 2.4
Les principals revisions a la interfície i les eines es van posar a disposició amb el llançament de GIMP 2.4.0 el 24 d'octubre de 2007. Eines de selecció reescriptes, ús de les pautes d'estil Tango per a una interfície polida a totes les plataformes, una eina de selecció de primer pla i suport pel tipus de fitxer de raspall ABR, juntament amb la capacitat de canviar la mida dels pinzells, eren algunes de les moltes actualitzacions.

### GIMP 2.6
Es van fer més revisions importants en la interfície i les eines amb la versió 2.6.0 de l'1 d'octubre de 2008. Hi va haver grans canvis a la interfície d'usuari, l'eina de selecció lliure i l'eina de pinzell, i canvis menors al codi font. A més, la integració parcial de les eines de GEGL es va promulgar que se suposa que conduiria a majors profunditats de color, així com a l'edició no destructiva en futures versions.
A partir de la primera versió de correcció d'errors, GIMP 2.6.1, la "The Utility Window Hint", que va aplicar el comportament de MDI a Microsoft Windows, en contraposició al suport només a GNOME.

### GIMP 2.8
GIMP 2.8 va ser llançat el 3 de maig de 2012 amb diverses revisions a la interfície d'usuari. Aquests inclouen un menú de desar/exportar redissenyat que vol reforçar la idea que es perd informació quan s'exporta. També es va redissenyar l'eina de text de manera que un usuari edita el text al canemàs de la capa en comptes d'una finestra de diàleg independent. Aquesta característica va ser un dels projectes del Google Summer of Code (GSoC) de 2006.
GIMP 2.8 també inclou grups de capes, matèries simples en els camps de mida de l'entrada, suport JPEG2000, exportació en PDF, una utilitat de captura de pantalla de pàgina web, i un mode d'una sola finestra.
GEGL també ha rebut la seva primera versió estable (0.1), on la API es considera principalment estable; GEGL ha continuat integrant-se en GIMP, ara gestionant la projecció de capa, aquest és un gran pas endavant en la integració total de GEGL que permetrà a GIMP tenir millors fluxos de treball no destructius en versions futures.